# Seelenwaage

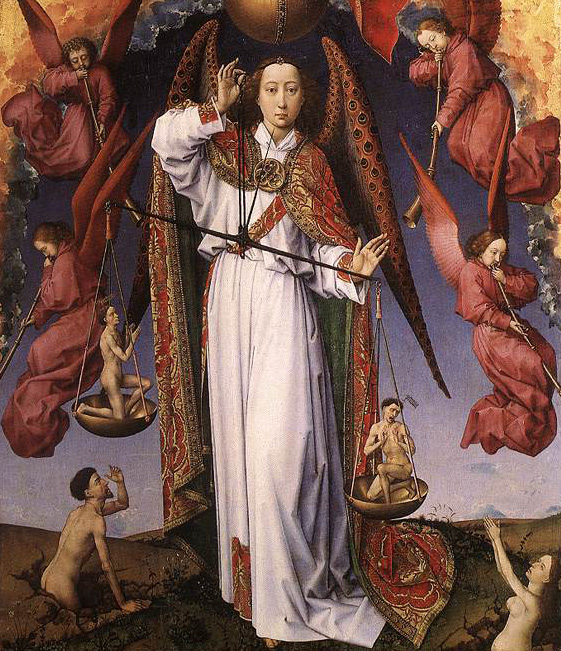
Rogier van der Weyden: Jüngstes Gericht, Ausschnitt (um 1450), Beaune, Hôtel-Dieu

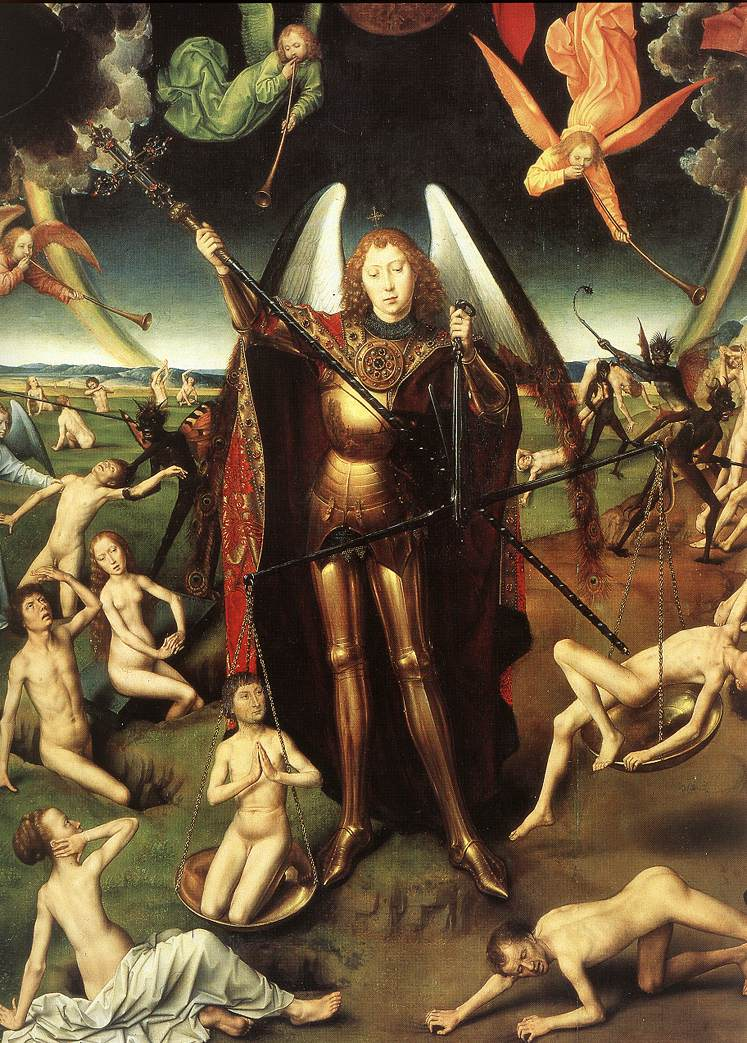
Hans Memling: Jüngstes Gericht, Ausschnitt (um 1470), Danzig

Die Seelenwaage gilt in der christlichen Ikonografie als eines der ikonografischen Heiligenattribute des Erzengels Michael. Der Erzengel Michael gilt als Anführer der himmlischen Heerscharen und Bezwinger des Satans in Gestalt eines Drachen oder Lindwurms (vgl. Höllensturz).
Weiterhin spielt der Erzengel Michael in der christlichen Ikonografie eine Rolle beim Partikulargericht und beim Jüngsten Gericht. Gemäß dem Volksglauben erstellt er ein Verzeichnis der guten und schlechten Taten im Leben eines jeden Menschen und legt es an dessen Sterbetag beim Partikulargericht und am Tag des Jüngsten Gerichtes Gott für dessen Urteil über den Menschen vor (Paradies oder ewige Verdammnis). Als Attribut trägt er eine Balkenwaage in seiner Hand, die „Seelenwaage“, mit der er Gut und Böse abwägt (vgl. Psychostasie).

## Darstellungen
Ein frühes Beispiel der Darstellung der Seelenwägung befindet sich am Tympanon der Kathedrale Saint-Lazare im burgundischen Autun. Dort schuf der Bildhauer Gislebertus um das Jahr 1130 eine Darstellung des Jüngsten Gerichts, in der sich auch das Motiv des Seelenwägens findet. In der Kirche von Vamlingbo auf der Insel Gotland schuf der sogenannte ‚Michaelsmeister‘ um 1260 das Wandfresko der Seelenwägung des im Jahr 1146 heiliggesprochenen Kaisers Heinrich II.
Eine Darstellung des hl. Michael als Seelenwäger findet sich in der Pfarrkirche von Maria Gail (Südkärnten), an deren Außenmauer eine Steinplastik mit einer Darstellung des Weltgerichtes angebracht ist. Abgebildet sind der Erzengel mit Schwert und Seelenwaage sowie ein weiterer Engel mit Posaune und Kreuz. Die Relief-Plastik dürfte vor 1300 entstanden sein und stellt in dieser Konstellation eine kunsthistorische Rarität dar (wobei die Zuschreibung der Seelenwage zum Erzengel Michael sekundär ist, wie die gleichrangige Darstellung der beiden Engel zeigt – die Posaune wurde später keinem Erzengel zugeordnet).
Der niederländische Maler Rogier van der Weyden (15. Jahrhundert) greift in seinem Altarbild Das Jüngste Gericht (im Hôtel-Dieu, Beaune) das Thema auf. Michael wägt die Seelen, die, durch den Klang der Posaunen erweckt, sich aus ihren Gräbern erheben, um sich dem Gericht zu stellen. Der Erzengel trägt den Ornat eines Diakons, mit Albe, Stola und einem prunkvollen Chormantel aus rotem Goldbrokat, der mit einer Fibel geschlossen wird. Die segnende Geste des richtenden Erzengels weist den Seligen den Weg zur Paradiespforte – dargestellt als gotisches Portal mit Porphyrsäulen und vergoldetem Tympanon – wo sie vom Erzengel Gabriel, dem Paradieswächter, empfangen werden. Den Verdammten dagegen weist die Geste des Richters, unterstrichen durch das blutrote Gerichtsschwert, den Weg zur Hölle, aus deren weitgeöffnetem schwarzem Schlund die Flammen emporlodern.
In den Landkirchen der Insel Gotland gibt es verschiedene Darstellungen der Seelenwaage, so in der Kirche von Silte und der Kirche von Vamlingbo.
Noch in der Barockzeit waren Darstellungen des Erzengels Michael mit der Seelenwaage als Tafelbilder und Fresken (seltener in Werken der Bildhauerei) weit verbreitet.
Abbildungen

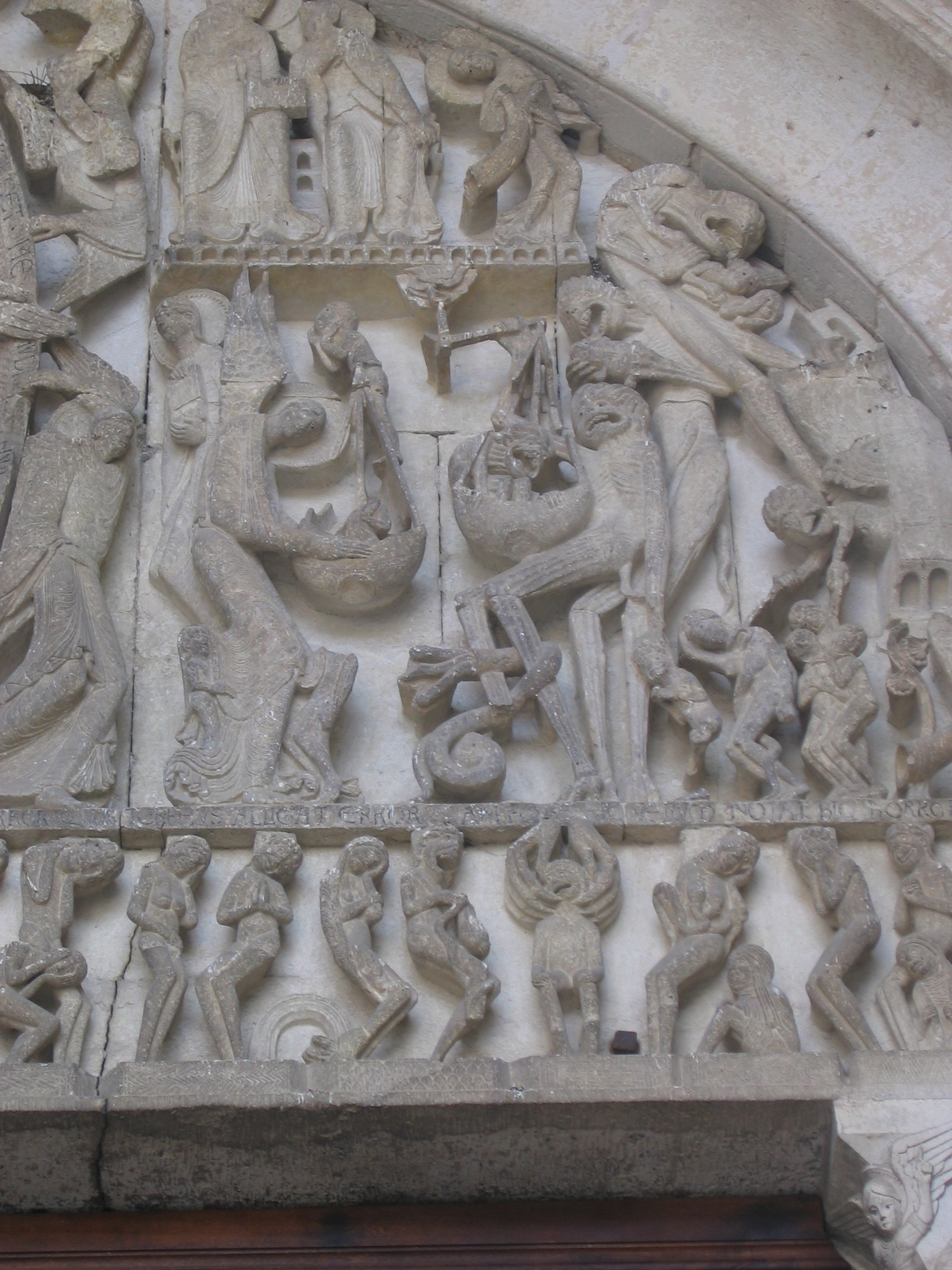
Kathedrale von Autun (um 1130)
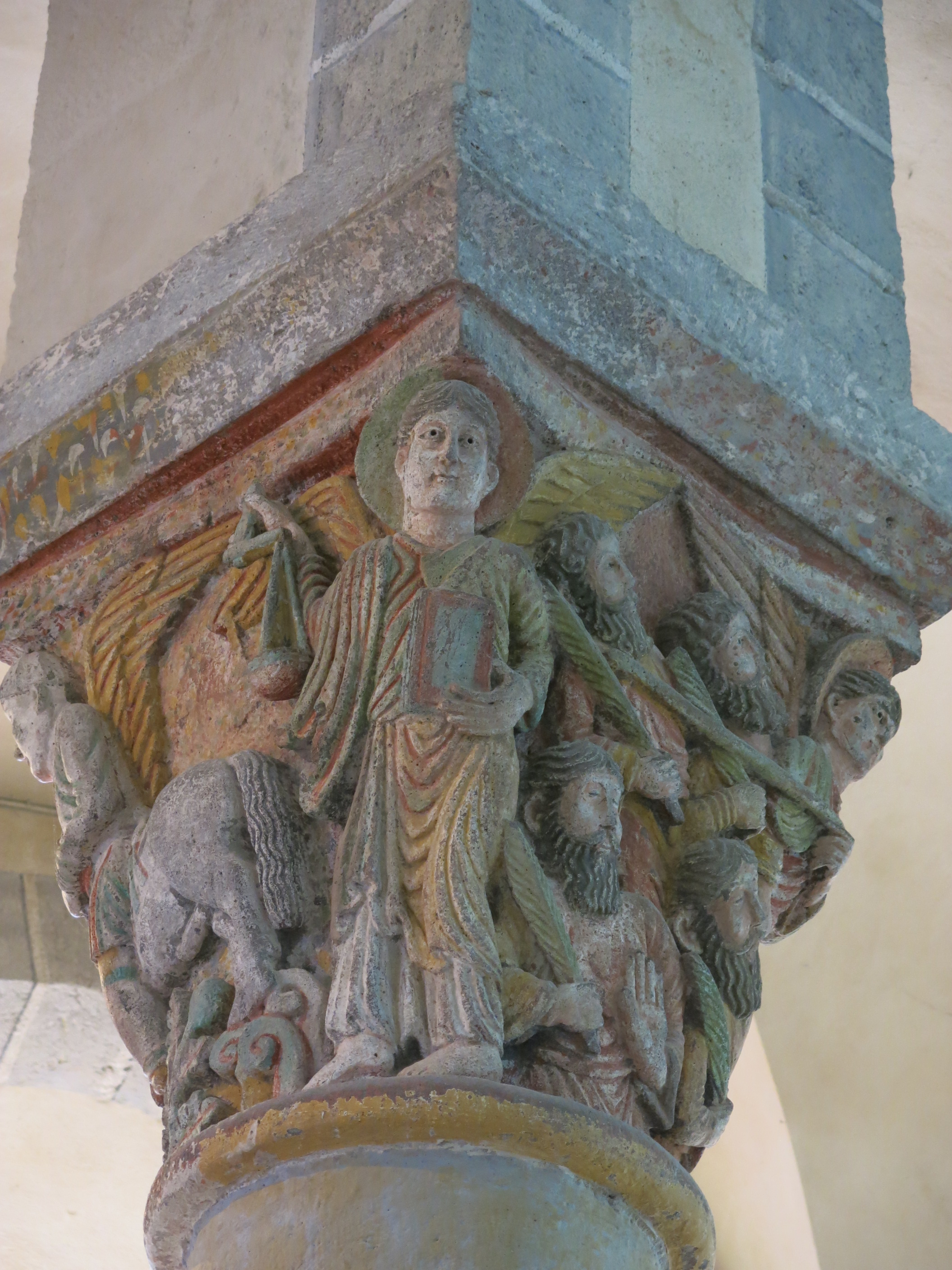
Prioratskirche Saint-Nectaire (um 1165)
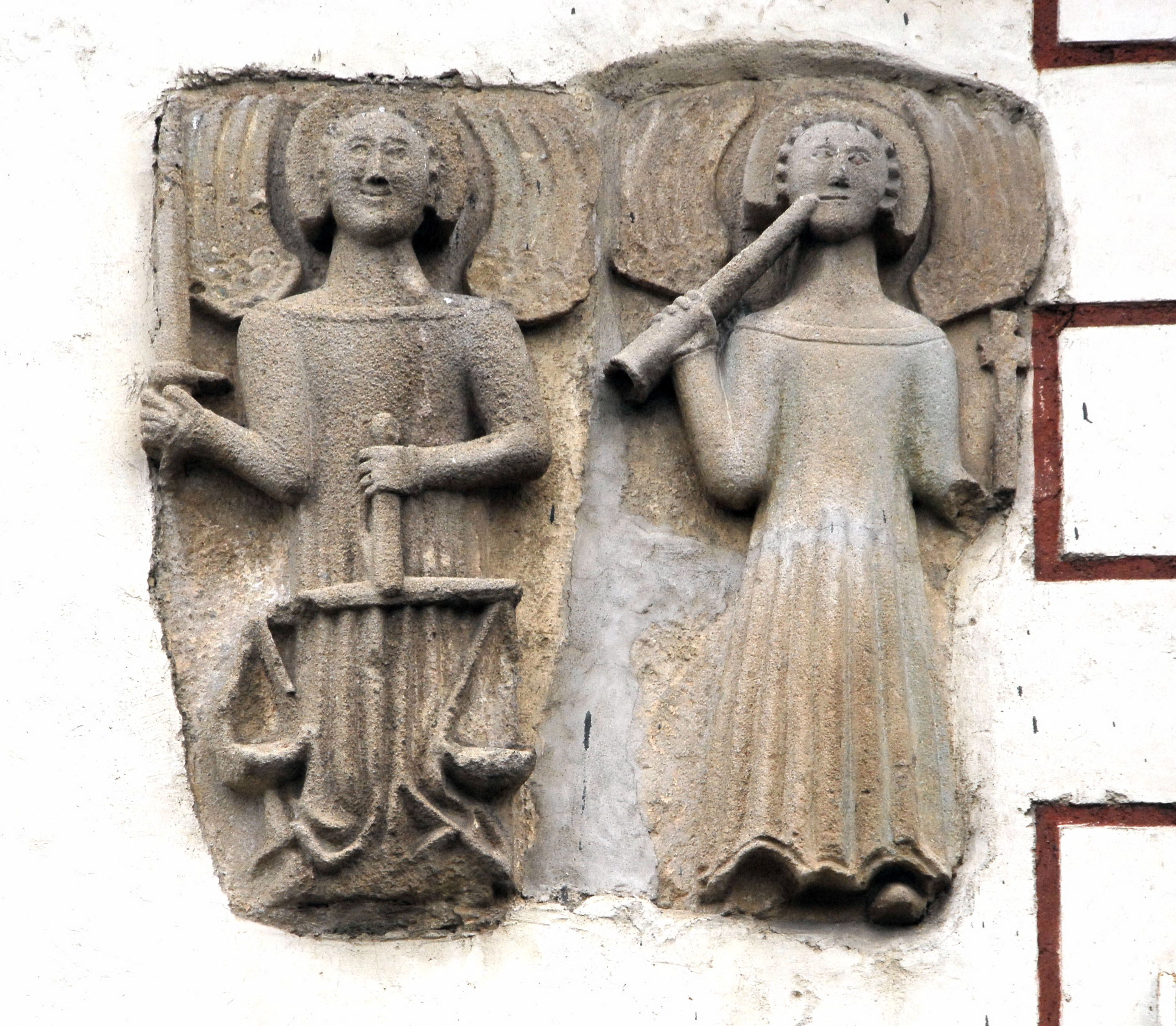
Wallfahrtskirche Maria Gail – Engel mit Seelenwaage und Posaune (vor 1300)
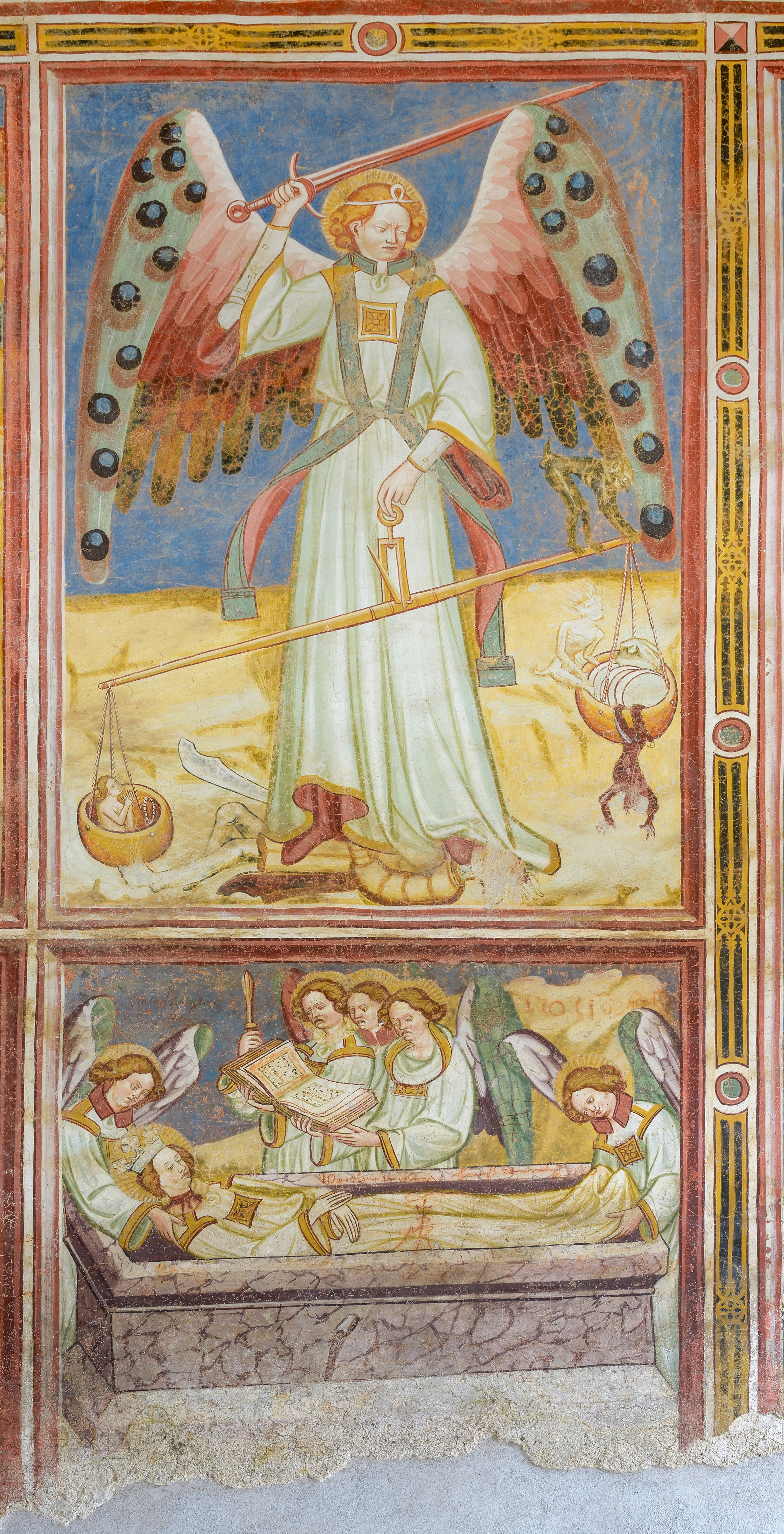
Sankt Katharina in Breien Völs am Schlern (16. Jh.)
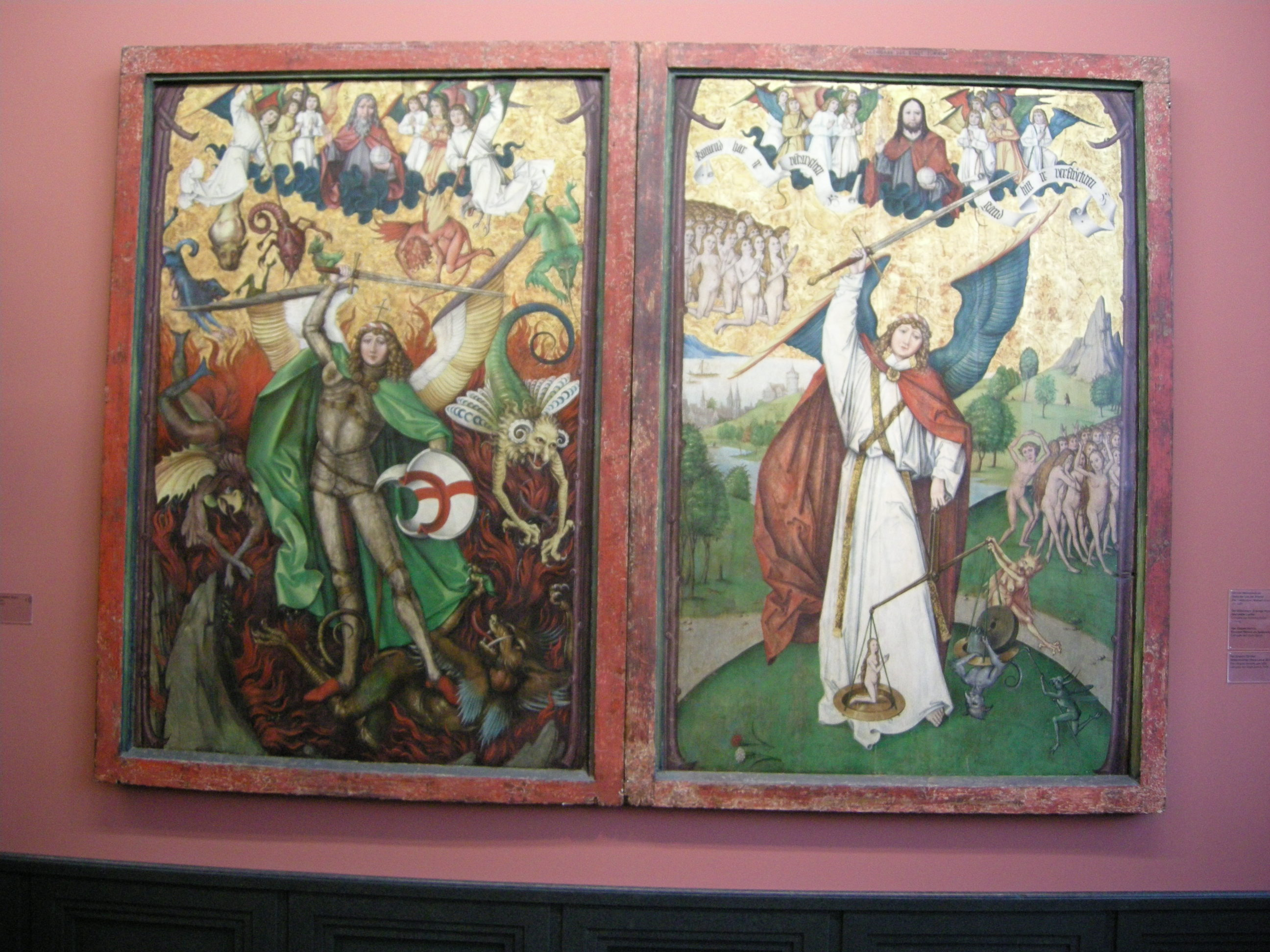
Zürcher Nelkenmeister: Michael als Seelenwäger (Kunsthaus Zürich)
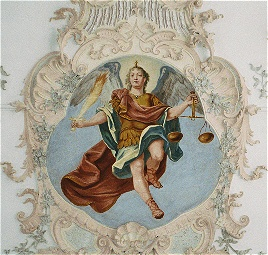
Kirche in Aulzhausen (18. Jh.)
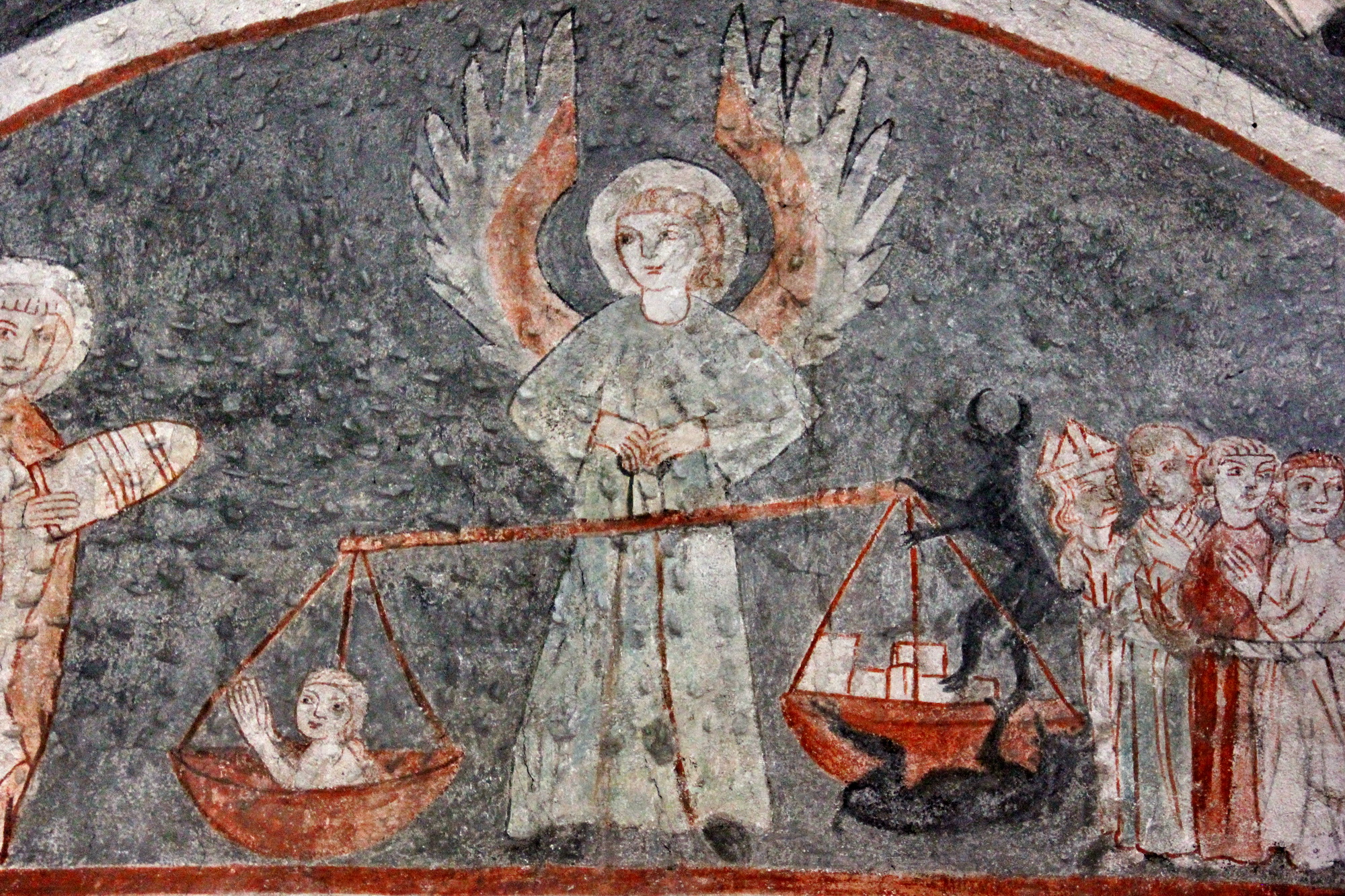
Vituskapelle in der Pfarrkirche St. Vitus in Kottingwörth, Oberbayern
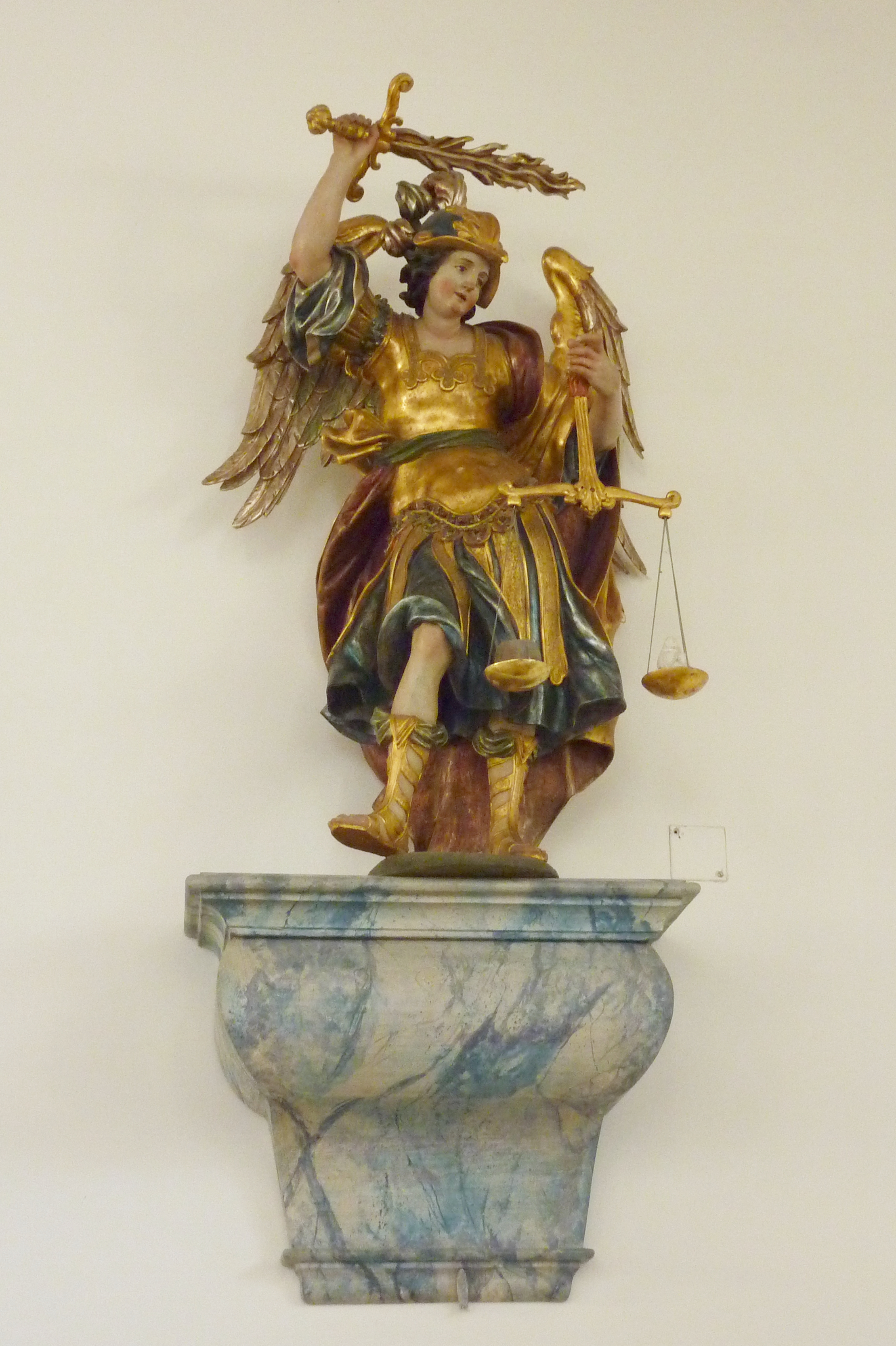
Prämonstratenserkirche, Roggenburg (Bayern) (18. Jh.)
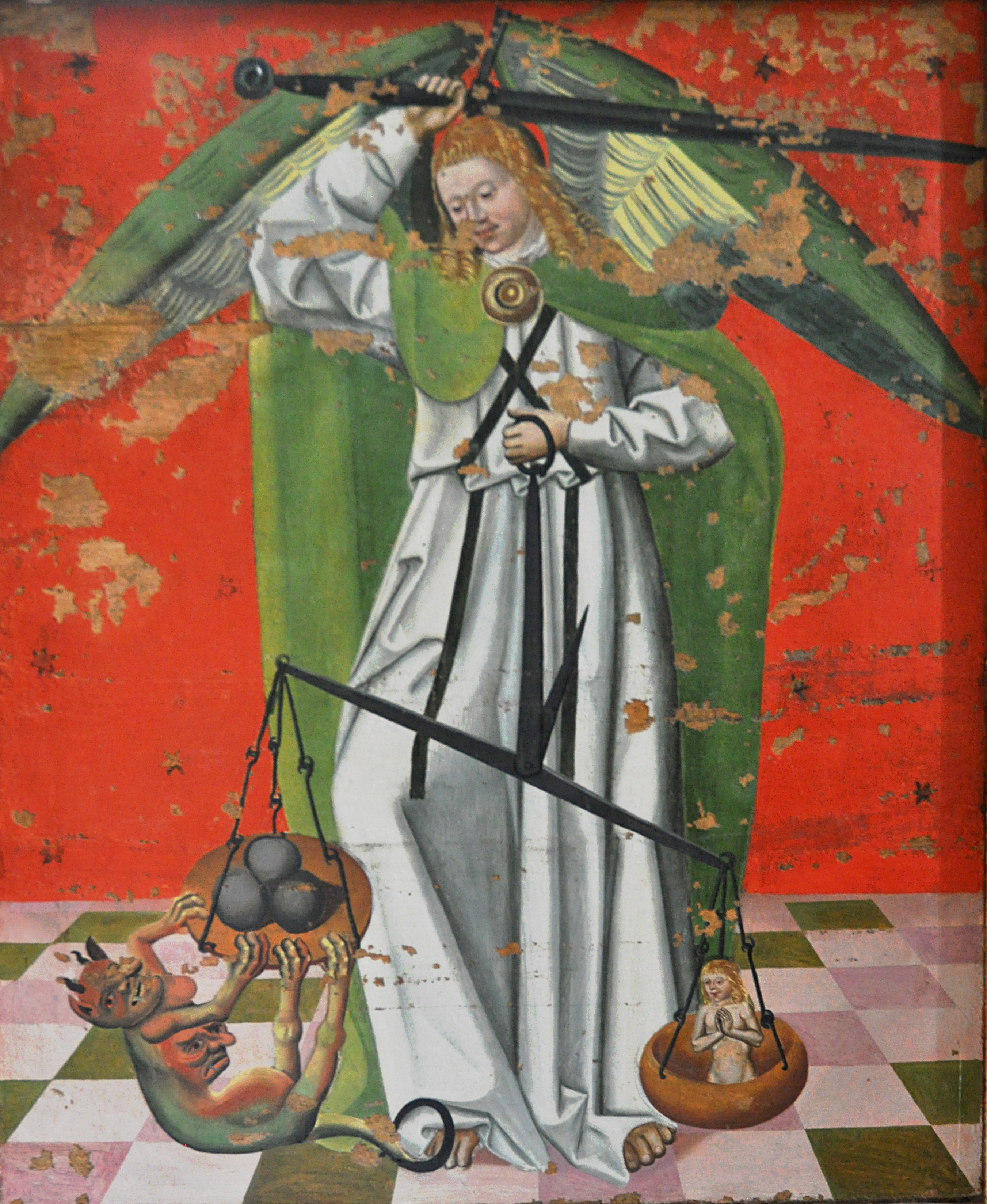
Kirche von Silte, Gotland
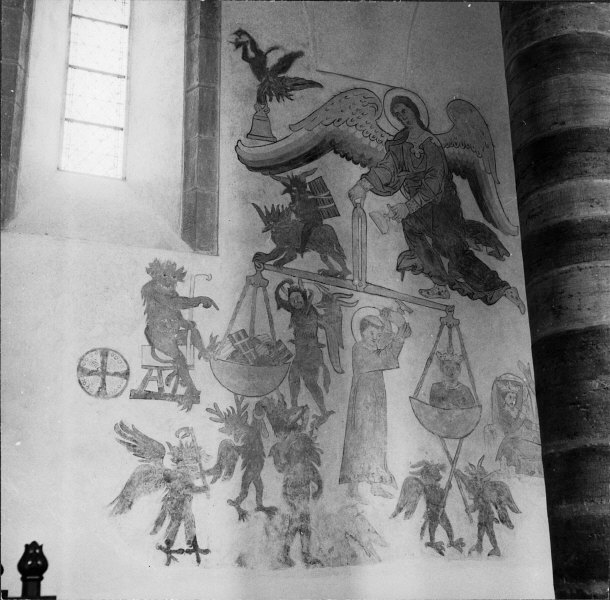
Seelenwaage des Kaisers Heinrich II. in Vamlingbo, Gotland